# Ardkill Turlough SAC
Ardkill Turlough SAC este o arie protejată (arie specială de conservare — SAC, sit de importanță comunitară — SCI) din Irlanda întinsă pe o suprafață de 25,53 ha, integral pe uscat.

## Localizare
Centrul sitului Ardkill Turlough SAC este situat la coordonatele 53°36′27″N 9°05′50″W / 53.607446°N 9.097147°V.

## Înființare
Situl Ardkill Turlough SAC a fost declarat sit de importanță comunitară în noiembrie 1997 pentru a proteja 2 specii de animale. Situl a fost protejat și ca arie specială de conservare în iunie 2017.

## Biodiversitate
Situată în ecoregiunea atlantică, aria protejată conține 1 habitat natural: Turlough.
La baza desemnării sitului se află mai multe specii protejate de  păsări (2): rață mare (Anas platyrhynchos), nagâț (Vanellus vanellus).
Pe lângă speciile protejate, pe teritoriul sitului au mai fost identificate 1 specie de plante.